# 亀井文雄
亀井 文雄（かめい ふみお、1954年3月19日 - ）は、日本の実業家。愛媛県松山市出身。
現亀井鉄鋼代表取締役社長 兼 Jリーグ・元愛媛FC代表取締役社長。

## 来歴
愛光高校を経て、東海大学工学部建築学科卒業。中学生の頃からサッカー少年であり主に左ウイングとしてプレー、1997年まで地元クラブで現役を続けていた。
1985年亀井サンキ常務取締役、1997年現職の亀井鉄鋼代表取締役社長に就任した。在任中、当時セミプロで活躍していた愛媛FCの選手に職場を提供したことがきっかけとなり、石橋智之愛媛FC総監督（当時）に依頼され、2004年、株式会社愛媛FC社長に就任した。2015年2月、引責辞任した。